# ムサシの冒険
『ムサシの冒険』（ムサシのぼうけん）は、クエストが開発しシグマ商事が1990年12月22日に発売したファミリーコンピュータ用ロールプレイングゲーム。

## 概要
物語は、みさの国ありまの里に住む宮本武蔵の2代目である主人公ムサシが国一番の剣豪に成るため妖魔達に戦いを挑むものになっている。敵のエンカウント率がかなり高い。

## ゲーム内容

### ごりんしょ
武芸者になれる巻物。
- ひのまき
- ふうじんのまき
- だいちのまき
- てんせいのまき
- しじまのまき

## 登場人物

### 主人公とお供
ムサシ
宮本武蔵の2代目。国一番の剣豪になろうとしていた。
タヌキ
法力を使う狸。妖魔に捕らえられて居た所をムサシに助けられる。

### その他
二階堂主水（にかいどうもんど）
現実に存在する剣豪。ゲームにおいての名前の表記はひらがな。

御隠居（ごいんきょ）
水戸黄門と思われる人物。
かくのしん
印籠をなくして困りはてた御隠居の部下。格さんと思われる人物。
こいひめ
人魚姫。
げんない
薬剤師。
宮本武蔵のお供
うずしおの島に住む男。
やよい
物知りなうずしおの島に住む万屋の娘。
柳生石舟斎（やぎゅうせきしゅうさい）
現実に存在する剣豪。刀「あかがしのかい」を探しに行ったが、刀「らいてん」をおきくに取られて死亡する。ゲームにおいての名前の表記はひらがな。
ほうおう
大和の国を守護する者。
うんかい
「うづきのとう」に捕らわれていた人物。
いおり
りゅうのさとに住む人間。

### 妖魔
びゃっこ
「うづきのとう」のボス。
ようば
300年も生きた「いなやまのどうくつ」に住む妖魔。しんのすけに呪いを掛けて、にかいどう家を滅ぼそうとした。
きもひめ
「ひのきむら」に住む悪戯好きの女の子。その正体は蜘蛛の妖魔。きもひめは「ひのきむら」の鶏を食い、はては「ひのきむら」に住む人間も食おうと企んでいた。「みはまのさと」の鯱を盗む。
すざく
「むつきのとう」のボス。

せいりゅう
「ようづきのとう」のボス。
げんぶ
「ようづきのとう」のボス。
ガジロウ
妖魔達の首領。その正体は死んだはずの佐々木小次郎。
妖魔大帝
ラスボスにして小次郎を現世に蘇らせた張本人。姿は九尾の狐。

## スタッフ
- 原作：ほりえとよじ
- チーフ・プログラマー：SUMI
- スクリーンプレイ：SHO-CHAN
- 音楽：IWATAN（岩田匡治）
- モンスター・デザイナー：ACKY（吉田明彦）、GINGA TEIOU、ほりえとよじ
- グラフィック・デザイナー：GINGA TEIOU、ACKY（吉田明彦）
- アシスタント・グラフィック・デザイナー：YNGWIE、中沢直人、IGA-CHAN
- アシスタント・プログラマー：H.HIMOTO、THE TOUBEI
- サウンド・マニピュレーター：IWATAN（岩田匡治）
- アシスタント：GEROYON-PU!、C.K
- ディレクター：SHO-CHAN

## 評価
ゲーム誌『ファミコン通信』の「クロスレビュー」では合計25点（満40点）、『ファミリーコンピュータMagazine』の読者投票による「ゲーム通信簿」での評価は以下の通りとなっており、19.76点（満30点）となっている。
| 項目 | キャラクタ | 音楽 | 操作性 | 熱中度 | お買得度 | オリジナリティ | 総合  |
| 得点 | 3.74       | 3.21 | 3.23   | 3.18   | 3.32     | 3.08           | 19.76 |